# Graciella brunneomaculata
Graciella brunneomaculata là một loài bọ cánh cứng trong họ Cerambycidae.